# Perverse Recollections of a Necromangler
Perverse Recollections of a Necromangler — дебютный студийный альбом американской брутал-дэт команды Waking the Cadaver, вышедший 21 ноября 2007 года. Продюсером альбома был Стив Райан, на лэйбле Necroharmonic.

## Об альбоме
Perverse Recollections of a Necromangler записывался на Cape Studios, в Нью-Джерси, с февраля по апрель 2007 года. Песни «Blood Splattered Satisfaction» и «Chased Through the Woods by a Rapist» были переизданы с предыдущего демоальбома. Стиль альбома значительно отличается от будущих релизов, он имел больше грайндкора и горграйнда, с различными видами форсированного вокала.
Альбом очень заинтересовал критиков тяжёлой музыки. Даниэл Кэрнс дал оценку альбому 1,5 из 10,заявив при этом: «Это скучные жужжащие гитарные риффы, плохая игра на барабане и рыгающий вокал. Это по-настоящему неприятная музыка, и время от времени все жаждут более приятную музыку от вас».

## Список композиций
| №                   | Название                               | Длительность |
| ------------------- | -------------------------------------- | ------------ |
| 1.                  | «Intro»                                | 1:11         |
| 2.                  | «Always Unprotected»                   | 2:36         |
| 3.                  | «Raped, Pillaged, and Gutted»          | 3:38         |
| 4.                  | «Connoisseurs of Death»                | 2:38         |
| 5.                  | «(Interlude)»                          | 0:53         |
| 6.                  | «Type A Secretor»                      | 2:14         |
| 7.                  | «Tire Iron Emblugeonment»              | 2:38         |
| 8.                  | «Blood Splattered Satisfaction»        | 2:34         |
| 9.                  | «Pigtails Are for Face Fucking»        | 3:02         |
| 10.                 | «Chased Through the Woods by a Rapist» | 1:51         |
| 11.                 | «I Know the Insides of Women»          | 3:15         |
| Общая длительность: | Общая длительность:                    | 26:30        |

## Музыканты
- Дон Кэпман — вокал
- Алекс Сарнечки — бас-гитара
- Джон Хартмэн — гитара
- Майк Майо — гитара
- Дэннис Морган — барабаны